# Tatze (Strafe)

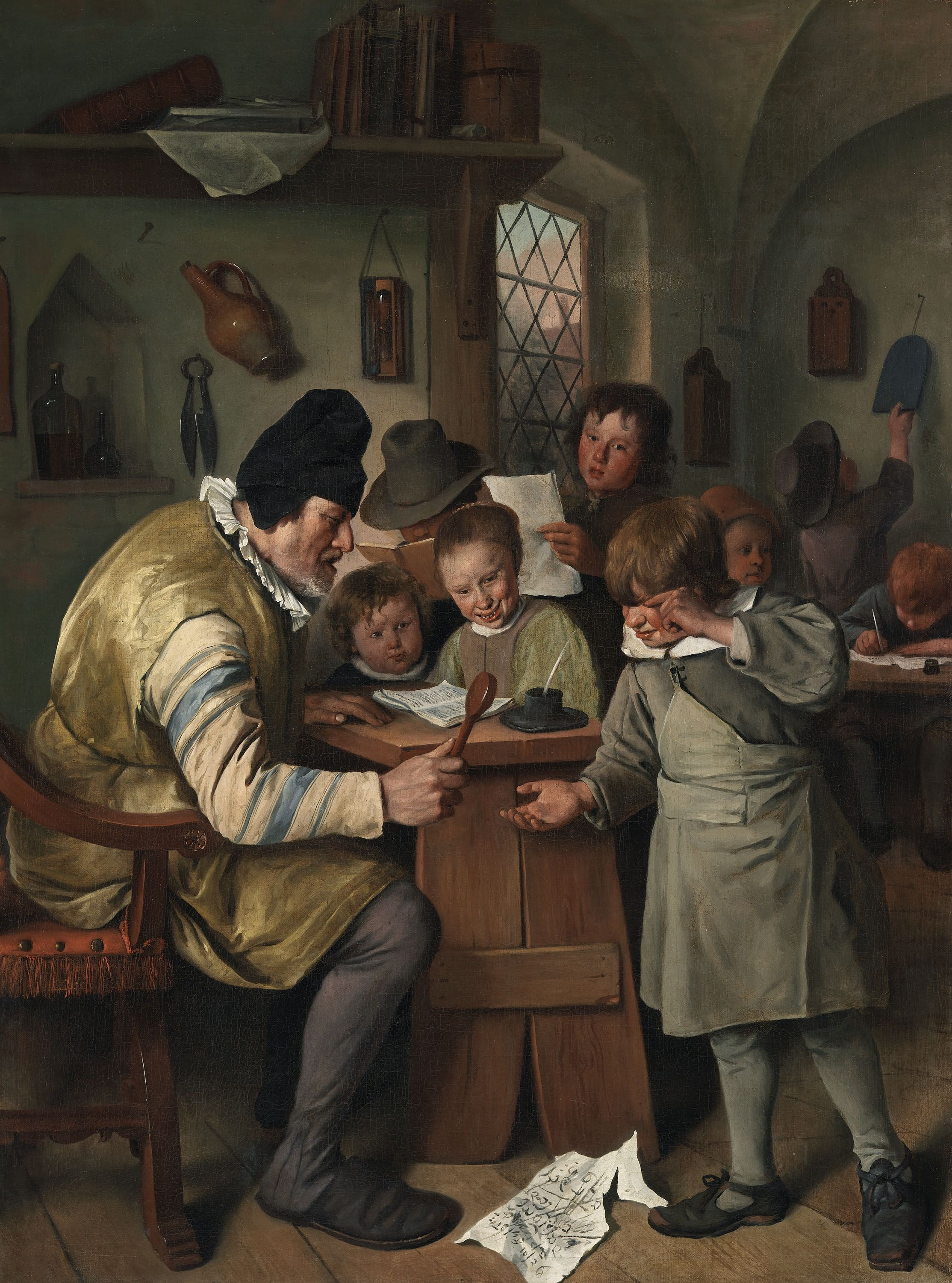
Ein Dorfschulmeister bestraft einen Schüler. Gemälde von Jan Steen.

Tatzen stellen eine Form der Körperstrafe dar, die überwiegend im Schulunterricht angewandt wurde. Es handelt sich dabei um Schläge auf die Handflächen des zu Bestrafenden.

## Historisches
Bereits im antiken Rom war es üblich, an den Privatschulen Schüler durch Stockhiebe auf die hinzuhaltende Hand zu bestrafen.

## Praxis
Als im Mittelalter auch im nördlichen Europa Schulen gegründet wurden, wurde dies in den Kanon der Schulstrafen übernommen. Zum Schlagen verwendete man überwiegend Weiden- oder Haselnussstöcke („Tatzenstecken“), Lineale und später auch den Rohrstock. Ziel der Hiebe war der Handteller oder die Finger. Als besonders unangenehm und schmerzhaft galten Schläge auf die Fingerkuppen.
Das „Tatzengeben“ galt als Alternative zu den sonst als Strafe üblichen Stockhieben aufs Gesäß und wurde insbesondere bei Mädchen angewendet. Je nach Schwere des Vergehens wurden normalerweise zwei bis fünf Hiebe verabreicht. Allerdings gab es hierbei kein vorgegebenes Limit und auch keinerlei Kontrollen seitens der Schulleitung. So kam es bisweilen vor, dass nach einer größeren Anzahl von Tatzen die Hand erheblich anschwoll und der betreffende Schüler mehrere Stunden nicht mehr richtig schreiben konnte. Nachdem früher das Schreiben nur mit der rechten Hand erlaubt war, gab es deshalb die Tatzen bevorzugt auf die Linke.
Bisweilen wurde das „Tatzengeben“ auch mit anderen Strafen wie z. B. vorherigem oder anschließendem Stehen in der Ecke kombiniert.
War der Tatzenstecken ausgetrocknet oder abgenutzt, musste er ersetzt werden. Das war teilweise Aufgabe der Schüler selbst, die in der freien Natur für Nachschub zu sorgen hatten. Zu Beginn eines neuen Schuljahres wurden beim „in die Ruthen gehen“ von den Schülern unter Lehreraufsicht neue frische Tatzenstecken besorgt.

### Applizierung
Zunächst wurde der zu bestrafende Schüler nach vorne zitiert. Die Hiebe erfolgten dann auf die etwa in Hüfthöhe, im Allgemeinen mit der Innenseite nach oben hinzuhaltende Hand. Je nach verwendetem Züchtigungsgerät waren die Spuren teilweise mehrere Tage zu sehen. In selteneren Fällen erfolgten die Hiebe allerdings auch auf die Außenfläche der Hand, was besonders schmerzhaft war und Verletzungen nach sich ziehen konnte.

## Pädagogischer Hintergrund
Das „Tatzengeben“ diente als Körperstrafe für Vergehen verschiedener Art. Ein spezieller pädagogischer Effekt wurde darin gesehen, dass der Bestrafte durch das „freiwillige“ Präsentieren der Hand die Züchtigung zu ermöglichen hatte. Die dafür notwendige, willentliche Unterdrückung eines angeborenen Schutzreflexes sollte Willenskraft und Selbstdisziplin stärken. Außerdem konnte damit die Lehrkraft ihre unangefochtene Autorität zum Ausdruck bringen.
Wer die Hand in Erwartung des bevorstehenden Schmerzes zurückzog, musste mit Strafverschärfung (z. B. Zusatzhiebe) rechnen. Es bestand die Gefahr einer ernsthaften Verletzung, wenn der zu Bestrafende die Hand reflexartig zur Faust ballte. Ringe und sonstiger Schmuck waren aus Sicherheitsgründen vor der Bestrafung abzulegen.

## Verbot
Seit dem Verbot der körperlichen Züchtigung durch die Landesschulverordnungen in den 1970er Jahren gehört das „Tatzengeben“ in der Bundesrepublik der Vergangenheit an. Die körperliche Bestrafung in der Schule war aber tief in den Köpfen verankert. So entschied das Bayerische Oberste Landesgericht 1979, dass auch durch die neuen Schulverordnungen „das gewohnheitsrechtlich begründete Züchtigungsrecht für Lehrer nicht außer Kraft gesetzt werden“ könne. Die Prügelstrafe wurde an bayerischen Schulen erst 1980 offiziell abgeschafft.